# Asigliano Veneto
Asigliano Veneto (velenceiül Axijan Veneto) település Olaszországban, Veneto régióban, Vicenza megyében. Lakosainak száma 833 fő (2023. január 1.). Asigliano Veneto Cologna Veneta, Poiana Maggiore és Orgiano községekkel határos.

## Népesség
A település népességének változása:
| Lakosok száma | 863  | 862  | 833  |
|               | 2017 | 2018 | 2023 |